# PagePlus
 (décembre 2018).
Si vous disposez d'ouvrages ou d'articles de référence ou si vous connaissez des sites web de qualité traitant du thème abordé ici, merci de compléter l'article en donnant les références utiles à sa vérifiabilité et en les liant à la section « Notes et références ».
PagePlus est un logiciel de publication assistée par ordinateur développé par la société Serif Europe.

## Historique
La première version a été publiée en 1991. Elle a été la première à être commercialisée sous la barre des 100 £ sur Microsoft Windows. La dernière version est PagePlus X6, fonctionnant sur Windows XP, Windows Vista, Windows 7 et Windows 8. Elle fonctionne en 32 bits et en 64 bits.
PagePlus a été remplacé par le logiciel Affinity Publisher en juin 2019.